# Olszowa (gromada w powiecie brzeskim)
Olszowa (od 31 XII 1961 Paleśnica) – dawna gromada, czyli najmniejsza jednostka podziału terytorialnego Polskiej Rzeczypospolitej Ludowej w latach 1954–1972.
Gromady, z gromadzkimi radami narodowymi (GRN) jako organami władzy najniższego stopnia na wsi, funkcjonowały od reformy reorganizującej administrację wiejską przeprowadzonej jesienią 1954 do momentu ich zniesienia z dniem 1 stycznia 1973, tym samym wypierając organizację gminną w latach 1954–1972.
Gromadę Mokrzyska z siedzibą GRN w Olszowej utworzono – jako jedną z 8759 gromad na obszarze Polski – w powiecie brzeskim w woj. krakowskim, na mocy uchwały nr 19/IV/54 WRN w Krakowie z dnia 6 października 1954. W skład jednostki weszły obszary dotychczasowych gromad: Paleśnica, Olszowa, Borowa i Dzierżaniny ze zniesionej gminy Zakliczyn w powiecie brzeskim oraz Jamna ze zniesionej gminy Ciężkowice w powiecie tarnowskim. Dla gromady ustalono 19 członków gromadzkiej rady narodowej.
Gromadę Olszowa zniesiono 31 grudnia 1961 w związku z przeniesieniem siedziby GRN z Olszowej do Paleśnicy i przemianowaniem jednostki na gromada Paleśnica.